# Beroe pandorina
Beroe pandorina är en kammanetart som beskrevs av Moser 1903. Beroe pandorina ingår i släktet Beroe, och familjen Beroidae. Inga underarter finns listade i Catalogue of Life.